# Das Echo (Woltersdorf)
Das Echo von Woltersdorf und Schönblick war eine Zeitung in der Brandenburger Gemeinde Woltersdorf, besonders für die Gartenstadt Schönblick.

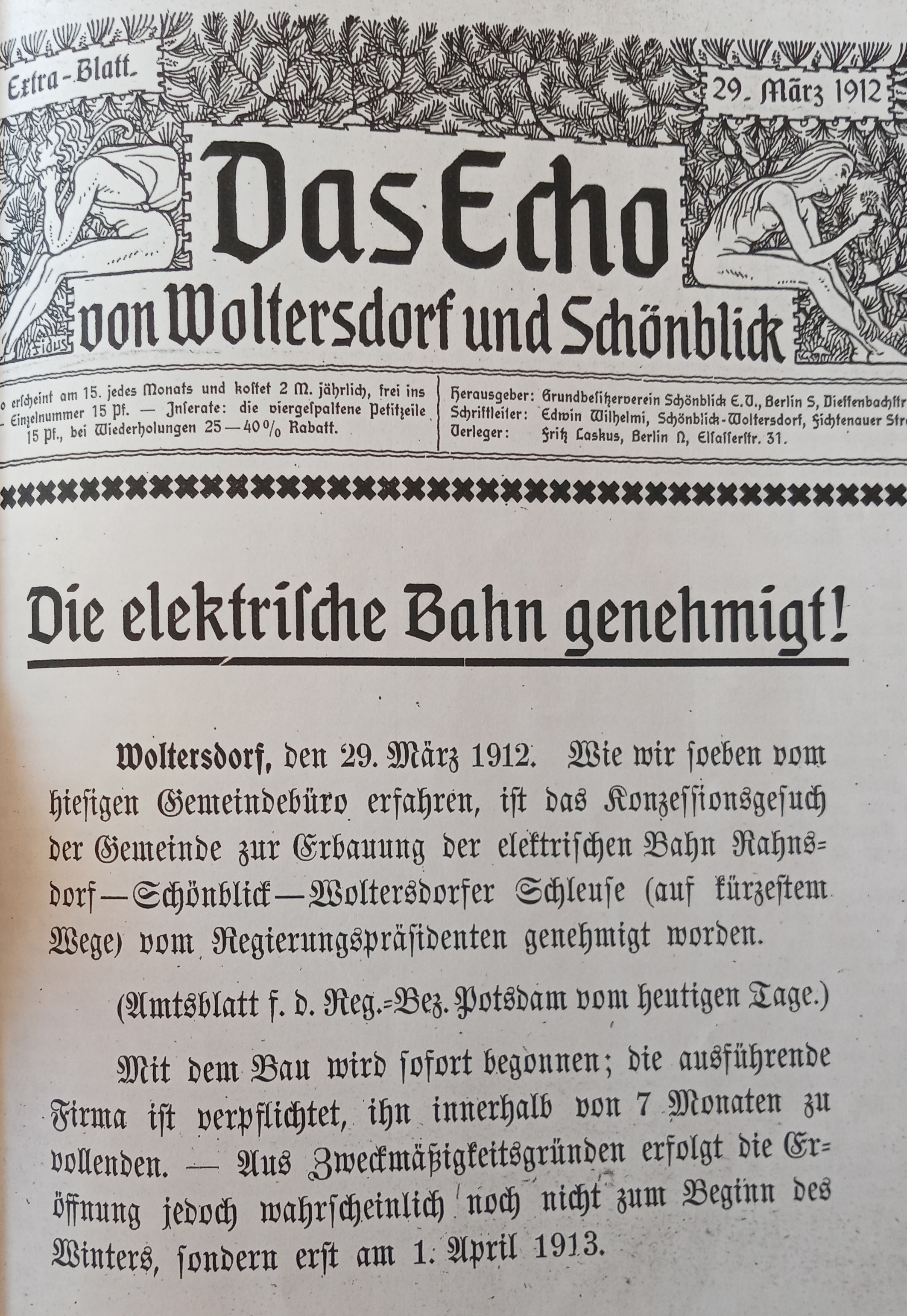
Extrablatt des Echos

## Geschichte
Am 15. April 1909 erschien die erste Ausgabe des Echos. Die Zeitung war als Zeitung für die junge Siedlung Schönblick gedacht, die Bruno Wilhelmi 1903 in Woltersdorf gegründet hatte. In ihr lebten vor allem Berliner, die auf dem Land ein Wochenendhaus samt Selbstversorgergarten oder dauerhaft aus der Stadt herausziehen wollten. Das Echo war auch das Informationsorgan des Grundbesitzervereins Schönblick und Anzeigenblatt für örtliche Unternehmen.

## Auflage und Gestaltung
Das Echo erschien am 15. im Monat. Der Zeitungskopf wurde vom Künstler Fidus erstellt, der in Schönblick wohnte. Es erschienen mehrere Extrablätter mit Bezug zum Bau der Woltersdorfer Straßenbahn.

### Gliederung
Das Echo hatte, neben den Informationen über die Arbeit des Grundbesitzervereins, auch eine Sektion für die Gartenpflege, An- und Verkäufe von Grundstücken in und um Schönblick, Lesermeinungen und einen großen Anzeigenteil.

## Herausgeber
Bei der Gründung wurde das Echo von dem Kaufmann Heinrich Polte herausgegeben. Dieser hatte mit Wilhelmi zusammen die Gartenstadt geplant und parzellierte 80 Morgen in ihrem Westen. Er wurde bereits nach einem Jahr durch Paul Hardt abgelöst.